# Metallactulus dublonensis
Metallactulus dublonensis là một loài bọ cánh cứng trong họ Lucanidae. Loài này được Arrow mô tả khoa học năm 1939.